# Live at the Fillmore (album de Cypress Hill)
Pour les articles homonymes, voir Live at the Fillmore.
Albums de Cypress Hill
Skull & Bones
(2000) Stoned Raiders
(2001)
Live at the Fillmore est un album live de Cypress Hill, sorti le 12 décembre 2000.
L'album s'est classé 78e au Top R&B/Hip-Hop Albums et 119e au Billboard 200.

## Liste des titres
| No  | Titre                           | Durée |
| --- | ------------------------------- | ----- |
| 1.  | Hand on the Pump                | 3:55  |
| 2.  | Real Estate                     | 3:17  |
| 3.  | How I Could Just Kill a Man     | 3:22  |
| 4.  | Insane in the Brain             | 3:36  |
| 5.  | Pigs                            | 2:34  |
| 6.  | Looking Through the Eye of aPig | 8:02  |
| 7.  | Cock the Hammer                 | 3:43  |
| 8.  | Checkmate                       | 3:30  |
| 9.  | Can't Get the Best of Me        | 3:59  |
| 10. | Lick a Shot                     | 3:36  |
| 11. | A to the K                      | 4:55  |
| 12. | I Ain't Goin' Out Like That     | 3:37  |
| 13. | I Wanna Get High                | 2:11  |
| 14. | Stoned Is the Way of the Walk   | 1:58  |
| 15. | Hits from the Bong              | 2:52  |
| 16. | Riot Starter                    | 3:49  |
| 17. | (Rock) Superstar                | 6:06  |

| 18. | Checkmate (Hang 'Em High Remix) | 4:01 |
| 19. | Can't Stop Won't Stop           | 3:29 |